# ام (بلژیک)
شهر ام (به فرانسوی: Hamme) در شهرستان داندرموند در استان فلاندری شرقی در منطقه فلاندری در کشور بلژیک واقع شده‌است.